# Tetrastichus ardisiae
Tetrastichus ardisiae är en stekelart som beskrevs av Ishii 1931. Tetrastichus ardisiae ingår i släktet Tetrastichus och familjen finglanssteklar. Inga underarter finns listade i Catalogue of Life.